# Pelecorhynchidae
Pelecorhynchidae (лат.) — семейство двукрылых насекомых из подотряда короткоусых.

## Распространение
Восточная и Юго-Восточная Азия, Австралия, Северная Америка, Южная Америка (Чили).

## Описание
Мухи среднего размера (около 1 см), сходные с представителями  семейства слепней (Tabanidae). Радиальные крыловые жилки R4 и R5 немного расходящиеся, расстояние между точками их впадения в край крыла меньше длины жилки R4 без общего основания R4 и R5 (у близкого семейства слепней оно больше). Чешуйкоподобное возвышение позади задних дыхалец отсутствует (у слепней оно развито). Грудные чешуйки малозаметны, а чешуйки крыльев крупные. Первый брюшной тергит без выемки в середине. Задние голени с одной шпорой или. 

## Систематика
38 видов, 3 рода. Семейство имеет сложную таксономическую историю. Началась она в 1850 году, когда для австралийского вида Pelecorhynchus maculipennis был выделен типовой для будущего семейства род Pelecorhynchus Macquart, 1850. Позднее он оказался синонимом вида P. personatus (Walker, 1848), который оригинально был описан в составе рода слепней Silvius Meigen (Tabanidae). Впоследствии (Enderlein, 1922), виды Pelecorhynchus были включены в состав Tabanidae в своём отдельном подсемействе Pelecorhynchinae. В 1942 году Mackerras & Fuller (1942) повысили статус группы до отдельного семейства вне Tabanidae. В 1953 году другой исследователь (Steyskal, 1953) пришёл к выводу, что Pelecorhynchus близки к роду Coenomyia Latreille, включив эти роды в семейство Coenomyiidae (ныне Xylophagidae) вместе с Arthroteles Bezzi (Rhagionidae) и Stratioleptis Pleske (= Odontosabula Matsumura, Xylophagidae).
В 1970 году род Glutops был перенесён (Teskey 1970) из Xylophagidae в состав Pelecorhynchidae из-за сходства морфологии личинок Pelecorhynchus и Glutops. Однако Кривошеина (1971) выделила отдельное семейство Glutopidae для рода Glutops. В 1981 году Ковалев синонимизировал Glutopidae с Rhagionidae, а Nagatomi (1982) рассматривал его как подсемейство Glutopinae, поместив Pseudoernna Shiraki вместе с Glutops в Rhagionidae. Согласно данным Nagatomi (1982) группа Pelecorhynchidae была представлена единственным родом Pelecorhynchus. Позднее (Woodley, 1989; Sinclair, 1992) включили три рода (Pelecorhynchus, Pseudoerinna и Glutops) в состав семейства Pelecorhynchidae, основываясь на синапоморфных чертах строения имаго и личинок, и рассматривая Pelecorhynchidae как сестринскую группу к кладе Athericidae + Tabanidae. Однако, некоторые авторы (например, Stuckenberg, 2001) все три этих рода включают как Pelecorhynchinae в состав Rhagionidae. Современные молекулярные исследования подтверждают близкое родство Glutops и Pelecorhynchus и сестринские отношения Pelecorhynchidae с кладой Athericidae + Tabanidae (Wiegmann et al. 2000; Wiegmann et al. 2003).  По строению гениталий они также близки к этой группе семейств. 
В составе семейства:
- Glutops Burgess, 1878[14]
- Pelecorhynchus Macquart, 1850
- Pseudoerinna Shiraki, 1932 (=Bequaertomyia Brennan, 1935)